# 大道寺政繁
大道寺政繁（1533年－1590年8月18日）是後北条氏的家臣，松井田城的城主，及北条家三老之首。曾效力於氏康、氏政、氏直三代的老臣。父親是大道寺重興。通稱孫九郎（大道寺氏歷代嫡子均通稱此名）。
政繁的内政手腕高明，擔任河越城代時，對於城下治水、金融商人的積極登用、設置掃除奉行、火元奉行等等，使得城下繁榮。天正12年（1584年）開設新的坂戶宿，成為現在坂戶市的發展基礎。承繼父親的職務，擔任鎌倉代官並主持寺社活動。軍事面統領「河越眾」軍團，於三増峠之戰、神流川之戰等北条氏的主要合戰均有参戰記錄。
天正10年（1582年），甲斐武田氏滅亡後，北条氏支配上野國，後遭織田家占領。本能寺之變信長死亡後織田家中混亂，北条氏趁機奪回上野，並入侵甲斐、信濃（天正壬午之亂）。政繁是信濃小諸城主，在最前線與德川家康對峙。後來北条與家康和談成立，政繁退出信濃。
天正18年（1590年），豐臣秀吉的小田原征伐開始，政繁擔中山道入口上野松井田城的守備，於碓冰峠迎撃前田利家、上杉景勝、真田昌幸等大軍，終因兵力劣勢而敗北。最初有籠城及戰死的覺悟，後因水脈被截斷及兵糧被燒毀，在敵軍攻入本丸時，開城降伏。
之後加入豐臣方參與忍城攻略，5月22日武藏松山城、6月14日鉢形城及6月23日八王子城等北条氏據點的攻略都有參與。尤其八王子城攻略，將城防的弱點據實告知豐臣軍，並以自己部隊擔任正面攻擊軍，於猛烈攻擊後破城。
7月5日小田原城陷落，同月19日、秀吉追究北条氏政、北条氏照、松田憲秀等人的開戰責任，由於曾與秀吉軍監意見相左而遭受讒言、秀吉懷疑再度叛變及豐臣軍擬徹底掃除北条氏中心勢力等原因，被令在河越城下的常樂寺（河越館）切腹。享年58。一説於江戶櫻田受刑。大道寺氏也在政繁死後滅亡。

## 家系图
周勝（重興）・資親の系譜関係は、盛昌の子で兄弟とも、盛昌－周勝（重興）－資親－政繁と親子になるともされはっきりしない。
```
大道寺重時

  ┃

大道寺盛昌

大道寺周勝
（重興）　
大道寺資親

大道寺政繁

     ┣━━━━━━━━┳━━━━━┳━━━━━┳━━━━━┓

大道寺直英（養子隼人）
　
大道寺直繁
　
大道寺直重
　
弁誉上人
　
大道寺直次
```